# IMelody
iMelody — монофонический формат музыкального файла, созданный для мобильных устройств компанией Sony Ericsson.

## iMelody
MIME: «text/x-iMelody» or «audio/iMelody»
Расширение: «.imy»
Пример рингтона в формате IMelody (это беззвучный рингтон, который просто заставляет телефон вибрировать):
```
BEGIN:IMELODY
VERSION:1.2
FORMAT:CLASS1.0
BEAT:25
MELODY:vibeonr2vibeonr2vibeonr2vibeonvibeonr2vibeonr2vibeonr2vibeonr2vibeonr2vibeonr2vibeonr2vibeonr2vibeonr2vibeonr2vibeonr2vibeonr2vibeonr2vibeonr2vibeonr2vibeonr2ledonr2vibeonr2vibeon
END:IMELODY
```

Другой пример рингтона, заставляющий телефон постоянно вибрировать, дисплей — мигать, и при этом проигрывать несложный мотив:
```
BEGIN:IMELODY
VERSION:1.2
FORMAT:CLASS1.0
BEAT:900
STYLE:S1
MELODY:vibeonbackoff*6c5ledon*6d5ledoff*6e5ledon*6f5ledoff*6g5ledon*6a5ledoff*6b5ledon*6a5ledoff*6g5*6f5*6e5*6d5*6c5backon*6d5*6e5*6f5*6g5*6a5*6b5*6a5*6g5*6f5*6e5*6d5@0
END:IMELODY
```